# Dobsonia exoleta
Dobsonia exoleta é uma espécie de morcego da família Pteropodidae. Endêmica da Indonésia, pode ser encontrada em Sulawesi, Muna, Mangole, Sanana, Malenga (e provavelmente em todas as Ilhas Togian).